# Salwator z Horty
Salwator z Horty, hiszp. Salvador de Horta Grionesos, kat. Salvador d'Horta (ur. grudzień 1520 w Santa Coloma de Farners koło Girony w Katalonii, zm. 18 marca 1567 w Cagliari) – franciszkanin obserwant, święty Kościoła katolickiego.
Salwator urodził się w 1520 r. W 1541 wstąpił do franciszkanów obserwantów w Barcelonie. Jako brat laik pełnił obowiązki kucharza, furtiana, kwestarza. Posiadał wiele charyzmatów, między innymi dar uzdrawiania chorych, za których modlił się kreśląc na czole znak krzyża. Ponieważ do brata Salwatora przynoszono coraz więcej chorych, przenoszono go z klasztoru do klasztoru. Najdłużej przebywał w Horcie i z tym klasztorem związany jest jego przydomek. Licznymi uzdrowieniami zainteresowała się również inkwizycja. Zmarł w 1567 roku.
Kult Salwatora z Horty został zaaprobowany w 1606 roku przez papieża Pawła V i w 1711 ratyfikowany przez Klemensa XI. 
Kanonizacji dokonał Pius XI w 1938 roku.
Wspomnienie liturgiczne obchodzone jest 18 marca.